# Filippo Inzaghi
Filippo Inzaghi (9. srpna 1973 Piacenza, Itálie) je italský fotbalový trenér a bývalý fotbalový útočník a reprezentant Itálie. Od sezony 2024/25 vede italskou Pisu.
Přezdívaný Pippo nebo také Superpippo vyhrál MS 2006 a také získal stříbrnou medaili na ME 2000 s reprezentací Itálie. Na klubové úrovni vyhrál dvakrát LM (2002/03 a 2006/07) i Superpohár UEFA (2003 a 2007), jednou vyhrál na MS klubů (2007). Také získal tři tituly v lize (1997/98, 2003/04), 2010/11. V klubu AC Milán je zařazen do síně slávy .
Do začátku LM 2023/24 byl šestým nejlepším střelcem v klubových soutěžích UEFA  se 70 góly. Jako Ital je nejlepším střelcem v LM s 50 vstřelenými góly.

## Přestupy
- z Piacenza do Parma za 3 050 000 Euro
- z Parma do Atalanta za 90 000 Euro
- z Atalanta do Juventus za 10 300 000 Euro
- z Juventus do Milán za 36 150 000 Euro

## Hráčská kariéra

### Klubová

#### Piacenza, Leffe, Parma a Atalanta
Vyrostl ve městě Piacenza a zde také začal svou profesionální kariéru ve fotbale. Premiéru měl 28. srpna 1991 ve věku 18 let v italském poháru 1. kola proti Modeně (1:1) . Svůj první zápas ve druhé lize odehrál 1. prosince 1991 proti Casertaně .
V následující sezoně hrál ve 3. lize za SC Leffe, kam byl zapůjčen. Svoji první branku v kariéře vstřelil 20. prosince 1992 proti Sieně a na konci sezóny měl na svém kontě za 21 zápasů 13 branek.
Sezonu 1993/94 odehrál opět na hostování v druholigové Veroně, kde jej fanoušci přejmenovali na Superpippo . V sezoně vstřelil 13 branek.
Za svůj rodný klub nastoupil již v sezoně 1994/95 a pomohl klubu se svými 15 brankami vyhrát 2. ligu.
V létě roku 1995 byl prodán do Parmy. Trenér Nevio Scala mu dával důvěru a figuroval v základní sestavě. Debut v novém dresu odehrál 27. srpna 1995 proti Atalantě (1:1). První branku vstřelil 29. října 1995 proti svému rodnému klubu Piacenze (3:2). O několik měsíců později, utrpěl zranění levé nohy a nehrál tři měsíce.
V létě roku 1996 byl koupen prvoligovou Atalantou. I díky němu klub skončil na 10. místě. Vstřelil 24 branek a stal se nejlepším střelcem sezony 1996/97. V sezoně vstřelil i svůj první hattrick a to 9. března proti Sampdorii (4:0) .

#### Juventus
Jako nejlepší střelec ligy byl 4. června 1997 jej koupil Juventus. Měl zde vytvořit útočnou dvojku s Del Pierem. První sezona vyšla skvěle. S klubem vyhrál ligu i domácí superpohár. V LM došel do finále, kde prohrál 0:1 s Realem. Za sezonu vstřelil celkem 27 branek. Del Piero jich vstřelil 32.
Ve své druhé sezoně u Bianconeri vstřelil celkem 20 branek. V LM skončil v semifinále a v lize na 7. místě. V následující sezóně začal vítězstvím v poháru Intertoto i díky jeho 7 brankám a zajistil účast v poháru UEFA, kde nakonec došel do 4 kola. V lize vstřelil 15 branek a o jeden bod prohrál ligu.
Svou poslední sezonu za Bianconeri odehrál 2000/01, kde vstřelil celkem 16 branek, což bylo nejméně v dresu Bianconeri, i tak byl potřetí po sobě nejlepším střelcem v klubu. V lize opět dosáhl 2. místa a v LM skončil již v základní skupině. Během čtyř let v Juventusu odehrál celkem 165 utkání a vstřelil 89 branek.

#### Milán
Velký přestup pro Rossoneri se uskutečnil 28. června 2001 . Místo něj do Juventusu poslali peníze a také fotbalistu Zenoniho. Svůj debut si odbyl 26. srpna 2001 proti Brescii (2:2) a první branku vstřelil proti Fiorentině 9. září 2001 (5:2). V první sezóně vstřelil celkem 16 branek a kdyby nebylo zranění kolene mohlo byt branek více.
Mnohem lépe se vedlo v následující sezoně 2002/03. V lize vstřelil 17 branek a to stačilo na 3. místo jak pro klub v tabulce, tak i pro něj do tabulky střelců. Velký brankový příspěvek zaznamenal v LM 2002/03, kde vstřelil 12 branek a táhl tak svůj klub k vítězství ročníku LM 2002/03. V domácím poháru dal jednu branku a pomohl k vítězství v domácím poháru. Celkem za sezonu vstřelil 30 branek.
V sezonách 2003/04 a 2004/05 měl problémy se zraněním (záda, koleno, loket, ale především kotník), musí podstoupit dvě chirurgické operace. Celkem za dvě sezony vstřelí 8 branek za 43 zápasů.
V sezóně 2005/06, je již zdraví a vstřelí celkem 17 branek. Přesvědčivé výkony v lize a v LM jej vynesli na soupisku reprezentace na MS 2006 kterou vyhráli.
Sezóna 2006/07 je pro Pippa zvláštní. V lize se mu nedaří střílet branky a za sezonu jich dá jen dvě. Za to v LM vstřelí 6 branek. Dokráčí s klubem do finále a v něm se stává muž zápasu . Vstřelí totiž obě branky svého týmu. Po zápase si podepsal svůj dres a vydraží jej za 17 335 Euro  a věnuje jej milánské nadaci.
Díky vítězství LM 2006/07 hráje klub Evropský superpohár proti Sevilla FC. Utkání končí vítězstvím 3:1 a s jednou vstřelenou brankou pro Pippa. Velký milník pro hráče nastane 4. prosince 2007. Vstřelí totiž branku v LM a překonává tak Müllera v počtu branek v evropských pohárech UEFA . Pippo vstřelí dvě branky ve finále MS klubů 2007 a získává tak s klubem vítězství nad klubem Boca Juniors (4:2) další trofej .
Dalším skvělým milníkem jeho kariéry zaznamenal 15. března 2009, když proti Sieně zaznamenal svou 300 branku (272 za klub a 28 za reprezentaci) .
V sezóně 2009/10 se hráč nedostává na hřiště pravidelně. Nastupuje na poslední minuty utkání a svoji první branku vstřelil až 21. března 2010, celkem jich vstřelí dvě. Ale i tak s klubem prodlužuje smlouvu.
Celkem za poslední dvě sezony (2010/11 a 2011/12) své kariéry nastoupí k 18 zápasů a vstřelí v nich 5 branek. Hlavně branka kterou vstřelil 3. listopadu 2010 byla dalším milníkem jeho kariéry. V zápase LM proti Realu skóroval již 70x  v evropských pohárech UEFA. Zároveň překonal van Bastena v tabulce střelců klubu AC Milán a stal se také nejstarším hráčem, který vstřelil branku v LM ve 37 letech a 85 letech. dny. Později ho předběhl Ryan Giggs .
Poslední trofej s klubem získává v sezoně 2010/11 když vyhrává titul. Poslední zápas ve své kariéře odehraje 13. května 2012 doma proti Novaře, byl to 300 zápas v dresu Rossoneri. V posledním utkání vstřelil i branku a byla to jeho poslední a celkem 156 branka v lize .

### Reprezentační

#### Italská fotbalová reprezentace do 21 let
První zápas v národním dresu Itálie U21 odehrál při přátelském zápase proti Izraeli (0:0) v roce 1993. V následujícího roku se zúčastnil ME U21 1994 kde získal zlatou medaili za vítězství ve finále proti Portugalsku 1:0. Na další ME U21 1996 nejede kvůli zranění kotníku. Celkem odehrál 14 zápasů a vstřelil 3 góly.

#### Italská fotbalová reprezentace
Dne 8. června 1997 debutoval v seniorském italském týmu pod trenérem Maldinim v přátelském zápase mezi proti Brazílii (3:3)  na turnaji Tournoi de France 1997.
Zúčastnil se MS 1998, kde asistoval na branku kterou vstřelil Roberto Baggio za druhý modrý gól proti Rakousku (2-1). Na šampionátu odehrál dva zápasy, oba z lavičky.
Dne 18. listopadu 1998 vstřelil první branku v přátelském zápase proti Španělsku . Na ME 2000 patří do základní sestavy. V prvním zápase proti Turecku vstřelí vítěznou branku na 2:1 . Druhou branku na šampionátu vstřelí do sítě Rumunska na konečných 2:0  ve čtvrtfinále. V semifinále se neprosadí a nakonec do prohraného finále nenastoupí .
Kvalifikaci na MS 2002 zvládá na výbornou a stává se nejlepším italským střelcem (7 branek). Na MS 2002 odehraje celkem 2 zápasy (1 v základní sestavě) a bez vstřelené branky.
Též v kvalifikaci na ME 2004 je nejlepším italským střelcem (6 branek). Ale trenér Giovanni Trapattoni ho nepovolá do závěrečné fáze kvůli klubové sezóně ve které hrál málo zápasů za AC Milán.
Nový trenér Marcello Lippi jej vezme na MS 2006. Nastoupí až ve třetím zápase proti Česku v 60. minutě a 87. minutě dává na konečných 2:0 branku . I když už pak na šampionátu nenastoupí stává se 9. července 2006, ve věku téměř 33 let mistrem světa.
Pět zápasů odehraje v kvalifikaci na ME 2008. Vstřelí v nich 3 branky, ale trenér Roberto Donadoni jej na ME 2008 nepovolá. Jeho poslední zápas v Itálském dresu byl 8. září 2007 proti Francii v Miláně (0-0) .
Celkem za Itálii odehrál 57 zápasů a vstřelil 25 branek . Je na šestém místě v žebříčku střelců v Itálské reprezentace .

## Trenérská kariéra
Když ukončil fotbalovou kariéru, rozhodl se že bude trenérem. Hned jej angažoval Milán a dostal na starost mládež (tým do 16 let) pro sezóny 2012/13 a 2013/14. Od konce roku 2012 začal dělat nejvyšší trenérský kurz. Dne 7. června 2013 se stal trenérem týmu Primavera (junioři) a za rok, přesně 9. června 2014 byl jmenován nástupcem Seedorfa prvního mužstva Rossoneri. I když během sezony se prohlašovalo o jeho propuštění, zůstal celou sezonu a dovedl tým na 10. místo (13 výher, 13 remíz, 12 porážek), což znamenalo vyloučení z evropských pohárů již druhý rok po sobě, což se nestalo od sezóny 1997/98. V červnu tak byl propuštěn, ačkoliv měl smlouvu na další sezónu.
Další angažmá mu bylo umožněno v Benátkách, která zrovna postoupilo do 3. ligy. Vyhrálo svou skupinu a rovnou postoupilo do 2. ligy. S týmem získal také trofej Coppa Italia Lega Pro. V následující sezoně se umístil na 5. místě a v play off došel do semifinále, když jej vyřadilo Palermo. 
Po sezoně rezignoval na svůj post a brzy podepsal smlouvu s prvoligovém týmem Boloňa. Začal špatně a v půlce sezony byl na 18. místě (2 výhry). V domácím poháru se sice dostal do osmifinále, jenže 28. ledna 2019 byl propuštěn a nahrazen opět, jako v Miláně Mihajlovićem.
Dne 22. června 2019 byl jmenován novým trenérem druholigového Beneventa. Sezona se jemu i týmu velice povedla. Vyhrál soutěž 18 bodovým náskokem a tak velice brzy slavil postup (7 kol před koncem). Tým měl nejlepší útok i obranu a prohrál jen 4 zápasy. V následující sezoně v nejvyšší lize se sice ze začátku drželo, ale poté utrpěl výkonnostní kolaps ve druhé části ligy, ve kterém získalo pouze jedno vítězství (v Juventusu). Nakonec ukončil sezonu na sestupovém 18. místě a novou smlouvu již neprodloužil.
Dne 9. června 2021 byl jmenován novým trenérem druholigové Brescie. S týmem dlouho bojoval o první místo, jenže v polovině března ve 4 zápasech uhrál 3 body a propadl se na 5. místo. Bilance posledních zápasů v kombinaci se zhoršením vztahů s prezidentem klubu Massimem Cellinem (který byl blízko jeho odvolání již v únoru) způsobily jeho odvolání v březnu.
Jeho další angažmá bylo oznámeno 12. července 2022 od klubu z 2. ligy Regginy. Sezonu začal s 5 bodovým odpočtem, ale nakonec dovedl tým na 7. místo. V play off vypadl v 1. kole. Byl potvrzen trenérem i pro následující sezonu, jenže kvůli finančním problémům, byl klub nezaregistrován do další sezony a tak mu byla ukončena smlouva.
Dne 10. října 2023 byl jmenován trenérem prvoligové Salernitany, když nahradil vyhozeného Paula Sousy. Ani tato štace však neměla dlouhého trvání. Inzaghiho svěřenci za čtyři měsíce vyhráli pouhopouhé dva zápasy, což vedlo 11. února 2024 k jeho odvolání. 

## Statistiky

### Hráčské

#### Klubové
| Sezóna             | Klub               | Liga               | Liga   | Liga | Ligové poháry | Ligové poháry | Ligové poháry | Kontinentální poháry | Kontinentální poháry | Kontinentální poháry | Celkem | Celkem |
| Sezóna             | Klub               | Soutěž             | Zápasy | Góly | Soutěž        | Zápasy        | Góly          | Soutěž               | Zápasy               | Góly                 | Zápasy | Góly   |
| ------------------ | ------------------ | ------------------ | ------ | ---- | ------------- | ------------- | ------------- | -------------------- | -------------------- | -------------------- | ------ | ------ |
| 1991/92            | Piacenza           | Serie B            | 2      | 0    | IP            | 1             | 0             | -                    | 0                    | 0                    | 3      | 0      |
| 1992/93            | Leffe              | Serie C1           | 21     | 13   | IP            | ?             | ?             | -                    | 0                    | 0                    | 21     | 13     |
| 1993/94            | Verona             | Serie B            | 36     | 13   | IP            | 1             | 1             | -                    | 0                    | 0                    | 37     | 14     |
| 1994/95            | Piacenza           | Serie B            | 37     | 15   | IP            | 4             | 2             | -                    | 0                    | 0                    | 41     | 17     |
| Celkem za Piacenza | Celkem za Piacenza | Celkem za Piacenza | 39     | 15   | -             | 5             | 2             | -                    | 0                    | 0                    | 44     | 17     |
| 1995/96            | Parma              | Serie A            | 15     | 2    | IP            | 1             | 0             | PVP                  | 6                    | 2                    | 22     | 4      |
| 1996/97            | Atalanta           | Serie A            | 33     | 24   | IP            | 1             | 1             | -                    | 0                    | 0                    | 34     | 25     |
| 1997/98            | Juventus           | Serie A            | 31     | 18   | IP+IS         | 4+1           | 1+2           | LM                   | 10                   | 6                    | 46     | 27     |
| 1998/99            | Juventus           | Serie A            | 28+2   | 13+1 | IP+IS         | 1+1           | 0             | LM                   | 10                   | 6                    | 42     | 20     |
| 1999/00            | Juventus           | Serie A            | 33     | 15   | IP            | 2             | 1             | Int.+PU              | 4+4                  | 7+3                  | 43     | 26     |
| 2000/01            | Juventus           | Serie A            | 28     | 11   | IP            | 0             | 0             | LM                   | 6                    | 5                    | 34     | 16     |
| Celkem za Juventus | Celkem za Juventus | Celkem za Juventus | 122    | 58   | -             | 9             | 4             | -                    | 34                   | 27                   | 165    | 89     |
| 2001/02            | Milán              | Serie A            | 20     | 10   | IP            | 1             | 2             | PU                   | 7                    | 4                    | 28     | 16     |
| 2002/03            | Milán              | Serie A            | 30     | 17   | IP            | 3             | 1             | LM                   | 16                   | 12                   | 49     | 30     |
| 2003/04            | Milán              | Serie A            | 14     | 3    | IP+IS         | 3+1           | 2+0           | LM+ES+IP             | 8+1+1                | 2+0+0                | 28     | 7      |
| 2004/05            | Milán              | Serie A            | 11     | 0    | IP+IS         | 2+0           | 0             | LM                   | 2                    | 1                    | 15     | 1      |
| 2005/06            | Milán              | Serie A            | 23     | 12   | IP            | 2             | 1             | LM                   | 6                    | 4                    | 31     | 17     |
| 2006/07            | Milán              | Serie A            | 20     | 2    | IP            | 5             | 3             | LM                   | 12                   | 6                    | 37     | 11     |
| 2007/08            | Milán              | Serie A            | 21     | 11   | IP            | 0             | 0             | LM+ES+MSK            | 5+1+2                | 4+1+2                | 29     | 18     |
| 2008/09            | Milán              | Serie A            | 26     | 13   | IP            | 0             | 0             | PU                   | 6                    | 3                    | 32     | 16     |
| 2009/10            | Milán              | Serie A            | 24     | 2    | IP            | 2             | 1             | LM                   | 7                    | 2                    | 33     | 5      |
| 2010/11            | Milán              | Serie A            | 6      | 2    | IP            | 0             | 0             | LM                   | 3                    | 2                    | 9      | 4      |
| 2011/12            | Milán              | Serie A            | 7      | 1    | IP+IS         | 2+0           | 0             | LM                   | 0                    | 0                    | 9      | 1      |
| Celkem za Milán    | Celkem za Milán    | Celkem za Milán    | 202    | 73   | -             | 21            | 10            | -                    | 77                   | 43                   | 300    | 126    |
| Celkově            | Celkově            | Celkově            | 468    | 198  | -             | 38            | 18            | -                    | 117                  | 75                   | 623    | 291    |

#### Reprezentační

##### Statistika na velkých turnajích
| Reprezentace | Rok     | Zápasy             | Zápasy | Zápasy     | Zápasy           | Zápasy           | Zápasy         |
| Reprezentace | Rok     | Fáze turnaje       | Datum  | Soupeř     | Odehraných minut | Vstřelené branky | Výsledek       |
| ------------ | ------- | ------------------ | ------ | ---------- | ---------------- | ---------------- | -------------- |
| Itálie       | MS 1998 | 1 zápas ve skupině | 11. 6. | Chile      | 19               | 0                | 2:2            |
| Itálie       | MS 1998 | 3 zápas ve skupině | 23. 6. | Rakousko   | 30               | 0                | 2:1            |
| Itálie       | ME 2000 | 1 zápas ve skupině | 11. 6. | Turecko    | 90               | 1                | 2:1            |
| Itálie       | ME 2000 | 2 zápas ve skupině | 14. 6. | Belgie     | 77               | 0                | 2:0            |
| Itálie       | ME 2000 | Čtvrtfinále        | 24. 6. | Rumunsko   | 90               | 1                | 2:0            |
| Itálie       | ME 2000 | Semifinále         | 29. 6. | Nizozemsko | 67               | 0                | 3:1 v (prodl.) |
| Itálie       | MS 2002 | 2 zápas ve skupině | 8. 6.  | Chorvatsko | 11               | 0                | 1:2            |
| Itálie       | MS 2002 | 3 zápas ve skupině | 13. 6. | Mexiko     | 55               | 0                | 1:1            |
| Itálie       | MS 2006 | 3 zápas ve skupině | 22. 6. | Česko      | 29               | 1                | 2:0            |

##### Reprezentační branky
| Gól | Datum        | Stadion                                         | Soupeř              | Skóre | Výsledek | Soutěž                 |
| --- | ------------ | ----------------------------------------------- | ------------------- | ----- | -------- | ---------------------- |
| 010 | 18. 11. 1998 | Stadio Arechi, Salerno, Itálie                  | Španělsko           | 1:0   | 2:2      | Přátelské utkání       |
| 02  | 18. 11. 1998 | Stadio Arechi, Salerno, Itálie                  | Španělsko           | 2:1   | 2:2      | Přátelské utkání       |
| 03  | 16. 12. 1998 | Stadio Olimpico, Řím, Itálie                    | All Stars Team      | 1:0   | 6:2      | Přátelské utkání       |
| 04  | 27. 3. 1999  | Parken, Kodaň, Dánsko                           | Dánsko              | 0:1   | 1:2      | kvalifikace na ME 2000 |
| 05  | 31. 3. 1999  | Stadio del Conero, Ancona, Itálie               | Bělorusko           | 1:1   | 1:1      | kvalifikace na ME 2000 |
| 06  | 5. 6. 1999   | Stadio Renato Dall'Ara, Boloňa, Itálie          | Wales               | 2:0   | 4:0      | kvalifikace na ME 2000 |
| 07  | 11. 6. 2000  | Gelredome, Arnheim, Belgie                      | Turecko             | 1:2   | 1:2      | ME 2000 – skupina      |
| 08  | 24. 6. 2000  | Stadion krále Baudouina, Brusel, Belgie         | Rumunsko            | 2:0   | 2:0      | ME 2000 – čtvrtfinále  |
| 09  | 3. 9. 2000   | Stadion Ference Puskáse, Budapešť, Maďarsko     | Maďarsko            | 0:1   | 2:2      | kvalifikace na MS 2002 |
| 010 | 3. 9. 2000   | Stadion Ference Puskáse, Budapešť, Maďarsko     | Maďarsko            | 1:2   | 2:2      | kvalifikace na MS 2002 |
| 011 | 7. 10. 2000  | Stadio Giuseppe Meazza, Milán, Itálie           | Rumunsko            | 1:0   | 3:0      | kvalifikace na MS 2002 |
| 012 | 24. 3. 2001  | Stadion Ghencea, Bukurešť, Rumunsko             | Rumunsko            | 0:1   | 0:2      | kvalifikace na MS 2002 |
| 013 | 24. 3. 2001  | Stadion Ghencea, Bukurešť, Rumunsko             | Rumunsko            | 0:2   | 0:2      | kvalifikace na MS 2002 |
| 014 | 28. 3. 2001  | Stadio Nereo Rocco, Terst, Itálie               | Litva               | 1:0   | 4:0      | kvalifikace na MS 2002 |
| 015 | 28. 3. 2001  | Stadio Nereo Rocco, Terst, Itálie               | Litva               | 3:0   | 4:0      | kvalifikace na MS 2002 |
| 016 | 6. 9. 2003   | Stadio Giuseppe Meazza, Milán, Itálie           | Wales               | 1:0   | 4:0      | kvalifikace na ME 2004 |
| 017 | 6. 9. 2003   | Stadio Giuseppe Meazza, Milán, Itálie           | Wales               | 2:0   | 4:0      | kvalifikace na ME 2004 |
| 018 | 6. 9. 2003   | Stadio Giuseppe Meazza, Milán, Itálie           | Wales               | 3:0   | 4:0      | kvalifikace na ME 2004 |
| 019 | 10. 9. 2003  | Stadion Rajko Mitić, Bělehrad, Srbsko           | Srbsko a Černá hora | 0:3   | 1:1      | kvalifikace na ME 2004 |
| 020 | 11. 10. 2003 | Stadio Oreste Granillo, Reggio Calabria, Itálie | Ázerbájdžán         | 2:0   | 4:0      | kvalifikace na ME 2004 |
| 021 | 11. 10. 2003 | Stadio Oreste Granillo, Reggio Calabria, Itálie | Ázerbájdžán         | 4:0   | 4:0      | kvalifikace na ME 2004 |
| 022 | 22. 6. 2005  | AOL Arena, Hamburk, Německo                     | Česko               | 0:2   | 0:2      | MS 2006 – skupina      |
| 023 | 2. 9. 2006   | Stadio San Paolo, Neapol, Itálie                | Litva               | 1:1   | 1:1      | kvalifikace na ME 2008 |
| 024 | 2. 6. 2007   | Stadion Gundadalur, Tórshavn, Faerské ostrovy   | Faerské ostrovy     | 0:1   | 1:2      | kvalifikace na ME 2008 |
| 025 | 2. 6. 2007   | Stadion Gundadalur, Tórshavn, Faerské ostrovy   | Faerské ostrovy     | 0:2   | 1:2      | kvalifikace na ME 2008 |

### Trenérské
| Sezóna              | Klub                | Liga                | Liga   | Liga  | Liga   | Liga   | Liga                               | Ligové poháry | Ligové poháry | Ligové poháry | Ligové poháry | Ligové poháry | Ligové poháry | Kontinentální poháry | Kontinentální poháry | Kontinentální poháry | Kontinentální poháry | Kontinentální poháry | Kontinentální poháry | Celkem | Celkem | Celkem | Celkem |
| Sezóna              | Klub                | Soutěž              | Zápasy | Výhry | Remízy | Prohry | Umístění                           | Soutěž        | Zápasy        | Výhry         | Remízy        | Prohry        | Úspěch        | Soutěž               | Zápasy               | Výhry                | Remízy               | Prohry               | Úspěch               | Zápasy | Výhry  | Remízy | Prohry |
| ------------------- | ------------------- | ------------------- | ------ | ----- | ------ | ------ | ---------------------------------- | ------------- | ------------- | ------------- | ------------- | ------------- | ------------- | -------------------- | -------------------- | -------------------- | -------------------- | -------------------- | -------------------- | ------ | ------ | ------ | ------ |
| 2014/15             | Milán               | Serie A             | 38     | 13    | 13     | 12     | 10. místo                          | IP            | 2             | 1             | 0             | 1             | -             | -                    | 0                    | 0                    | 0                    | 0                    | -                    | 40     | 14     | 13     | 13     |
| 2016/17             | Benátky             | Serie C             | 38     | 23    | 11     | 4      | 1. místo (postup)                  | IP            | 0             | 0             | 0             | 0             | -             | -                    | 0                    | 0                    | 0                    | 0                    | -                    | 38     | 23     | 11     | 4      |
| 2017/18             | Benátky             | Serie B             | 42+3   | 17+1  | 16+1   | 9+1    | 5. místo                           | IP            | 1             | 0             | 0             | 1             | -             | -                    | 0                    | 0                    | 0                    | 0                    | -                    | 46     | 18     | 17     | 11     |
| Celkem za Benátky   | Celkem za Benátky   | Celkem za Benátky   | 83     | 41    | 28     | 14     | -                                  | -             | 1             | 0             | 0             | 1             | -             | -                    | 0                    | 0                    | 0                    | 0                    | -                    | 84     | 41     | 28     | 15     |
| 2018/19             | Bologna             | Serie A             | 21     | 2     | 8      | 11     | propuštěn v led.                   | IP            | 3             | 2             | 0             | 1             | -             | -                    | 0                    | 0                    | 0                    | 0                    | -                    | 24     | 4      | 8      | 12     |
| 2019/20             | Benevento           | Serie B             | 38     | 26    | 8      | 4      | 1. místo (postup)                  | IP            | 1             | 0             | 0             | 1             | -             | -                    | 0                    | 0                    | 0                    | 0                    | -                    | 39     | 26     | 8      | 5      |
| 2020/21             | Benevento           | Serie A             | 38     | 7     | 12     | 19     | 18. místo (sestup)                 | IP            | 1             | 0             | 0             | 1             | -             | -                    | 0                    | 0                    | 0                    | 0                    | -                    | 39     | 7      | 12     | 20     |
| Celkem za Benevento | Celkem za Benevento | Celkem za Benevento | 76     | 33    | 20     | 23     | -                                  | -             | 2             | 0             | 0             | 2             | -             | -                    | 0                    | 0                    | 0                    | 0                    | -                    | 78     | 33     | 20     | 25     |
| 2021/22             | Brescia             | Serie B             | 31     | 14    | 12     | 5      | propuštěn v bře.                   | IP            | 1             | 0             | 1             | 0             | -             | -                    | 0                    | 0                    | 0                    | 0                    | -                    | 32     | 14     | 13     | 5      |
| 2022/23             | Reggina             | Serie B             | 38+1   | 17    | 4      | 17+1   | 7. místo                           | IP            | 1             | 0             | 0             | 1             | -             | -                    | 0                    | 0                    | 0                    | 0                    | -                    | 32     | 14     | 13     | 5      |
| 2023/24             | Salernitana         | Serie A             | 16     | 2     | 4      | 10     | nastoupil v řij. propuštěn v únoru | IP            | 2             | 1             | 0             | 1             | -             | -                    | 0                    | 0                    | 0                    | 0                    | -                    | 18     | 3      | 4      | 11     |
| 2024/25             | Pisa                | Serie B             | ?      | ?     | ?      | ?      | ?. místo                           | IP            | ?             | ?             | ?             | ?             | -             | -                    | 0                    | 0                    | 0                    | 0                    | -                    | ?      | ?      | ?      | ?      |
| Celkově             | Celkově             | Celkově             | 304    | 122   | 89     | 93     | -                                  | -             | 12            | 4             | 1             | 7             | -             | -                    | 0                    | 0                    | 0                    | 0                    | -                    | 316    | 126    | 90     | 100    |

## Úspěchy

### Hráčské

#### Národní
- vítěz italské ligy (3x)

Juventus: 1997/98

Milán: 2003/04, 2010/11
- vítěz 2. italské ligy (1x)

Piacenza: 1994/95

- vítěz italského poháru (1x)

Milán: 2002/03
- vítěz italského superpoháru (3x)

Juventus: 1997

Milán: 2004, 2011

#### Kontinentální
- vítěz Ligy mistrů UEFA (2x)

Milán: 2002/03, 2006/07
- vítěz Evropského superpoháru (2x)

Milán: 2003, 2007
- vítěz Mistrovství světa klubů (1x)

Milán: 2007
- vítěz Poháru Intertoto (1x)

Juventus: 1999

#### Reprezentační
- 3× na MS (1998, 2002, 2006 - zlato)
- 1× na ME (2000 - stříbro)
- 1× na ME U21 (1994 - zlato)

#### Individuální
- 1× nejlepší střelec italské ligy (1996/97 (24 branek),
- 1× talent roku Serie A (1996/97)
- nejlepší hráč finálového utkání LM 2006/07
- Cena za celoživotní přínos: (2014)
- Cena za celoživotní dílo: (2017)

### Trenérské
- vítěz 2. italské ligy (1x)

Benevento: 2019/20

- vítěz 3. italské ligy (1x)

Benátky: 2016/17 (skupina B)

## Trenérské úspěchy

### Klubové
- 1× vítěz 2. italské ligy (2019/20)
- 1× vítěz 3. italské ligy (2016/17)

### Vyznamenání
Řád zásluh o Italskou republiku (12.7. 2000) z podnětu Prezidenta Itálie 
 Zlatý límec pro sportovní zásluhy (23.10. 2006)
 Řád zásluh o Italskou republiku (12.12. 2006) z podnětu Prezidenta Itálie 